# Нелюбин, Борис Сергеевич
Борис Сергеевич Нелюбин (9 декабря 1932 — 18 октября 2013) — советский и российский архитектор, лауреат премии Совета министров СССР, заслуженный архитектор РСФСР, действительный член Академии архитектурного наследия, член-корреспондент отделения Международной академии архитектуры в Москве (МААМ), почетный строитель Москвы, почетный архитектор России, первый заместитель председателя правления Союза архитекторов РСФСР (1985—1992), первый вице-президент Союза архитекторов России (1992—2008)

## Биография
Борис Сергеевич Нелюбин родился 9 декабря 1932 года в городе Тобольск в семье служащих: отец был бухгалтером, мать — учительницей начальных классов, а дед, Нелюбин Аркадий Николаевич, — главным врачом Тобольской губернской больницы. Борис учился в Школе № 1 — старейшей школе города Тобольск, в 1959 году с отличием окончил архитектурный факультет Сибстрина — Сибирского Строительного Института в городе Новосибирск, получил диплом и уехал по распределению в Горпроект Комсомольска-на-Амуре, где занимался разработкой генерального плана нового города — Амурска. В 1962 году переехал в город Горький — ныне Нижний Новгород. С 1962 по 1980 работал в «Горьковгражданпроекте», где был сначала руководителем группы, потом начальником архитектурного сектора, а затем — главным архитектором проектов и главным архитектором института «Горьковгражданпроект». С 1980 по 1982 был заведующий отделом по делам строительства и архитектуры Горьковского Облисполкома. А в 1982 году по приглашению Рочегова Александра Григорьевича, председателя Правления Союза архитекторов РСФСР, переехал в Москву на должность первого заместителя председателя Правления СА РСФСР. С 1992 по 2008 Борис Сергеевич Нелюбин работал в должности первого вице-президента Союза архитекторов России. В 2008 году был переизбран весь выборный аппарат правления, и Борис Сергеевич перешел в коллегию советников СА России, а также — в аппарат РААСН исполняющим обязанности академика-секретаря отделения архитектуры, где проработал до 2011 года, оставив пост по состоянию здоровья.

## Производственная деятельность
- 1959—1960 гг. — архитектор Западно-Сибирского отделения Академии строительства и архитектуры СССР
- 1960—1962 гг. — руководитель архитектурного сектора Комсомольского-на-Амуре Горпроекта
- 1962—1980 гг. — руководитель группы, начальник архитектурного сектора, главный архитектор проектов, главный архитектор института «Горьковгражданпроект»
- 1980—1982 гг. — заведующий отделом по делам строительства и архитектуры Горьковского Облисполкома

## Общественная деятельность
- 1965—1971 гг. — член правления Горьковской организации Союза архитекторов СССР
- 1971—1981 гг. — председатель правления Горьковской организации Союза архитекторов СССР
- 1976—1982 гг. — член Центральной ревизионной комиссии Союза архитекторов СССР
- 1982—1985 гг. — заместитель председателя правления Союза архитекторов РСФСР
- 1985—1992 гг. — первый заместитель председателя правления Союза архитекторов РСФСР
- 1992—2008 гг. — первый вице-президент Союза архитекторов России

## Архитектурные и градостроительные проекты
- Генеральный план г. Амурск Хабаровского края, 1961 г.
- Проект детальной планировки г. Амурск, 1961—1962 гг.
- Проекты застройки микрорайонов 1, 2 и 3 г. Амурск, 1962 г.
- Проект детальной планировки центральной части Сормовского района г. Горький, 1962—1963 гг.
- Проект застройки микрорайонов 1 и 2 по ул. Культуры в Сормово, 1963—1964 гг.
- Проект благоустройства Юбилейного бульвара в г. Горький, 1964 г.
- Реконструкция здания Облисполкома в г. Горький, 1965 г.
- Проект Мемориального комплекса в Нижегородском Кремле, 1965 г.
- Проект застройки микрорайонов 1 и 2 по ул. Ковалихинской в г. Горький, 1966 г.
- Индивидуальные проекты 10 и 12 этажных жилых домов на пл. Ленина в г. Горький, 1967—1968 гг.
- Проект застройки пл. Ленина в г. Горький, 1969—1970 гг.
- Проект гостиницы на 860 мест в г. Горький, 1969—1970 гг.
- Проект памятника Ленину В. И. в г. Дзержинск, 1970 г.
- Проект детальной планировки жилого района «Мещерское озеро» в г. Горький, 1970 г.
- Проект Экспериментального жилого комплекса в жилом районе «Мещерское озеро» в г. Горький (в составе коллектива), 1971—1972 гг.
- Интерьеры Дома книги в г. Горький, 1972 г.
- Проект застройки бульвара Мира в г. Горький, 1973 г.
- Проект памятника Максиму Горькому на набережной Федоровского в г. Горький, 1973 г.
- Проект памятника героям Великой Отечественной войны в г. Выкса, 1974 г.
- Проект детальной планировки центральной части г. Горький, 1976 г.
- Проект памятника героям Волжской военной флотилии в г. Горький, 1977 г.
- Проект памятника Кулибину И. П. в г. Горький, 1979 г.
- Проект памятника Добролюбову Н. А. в г. Горький, 1985 г.
- Проект детальной планировки жилого района восточной и северо-западной частей г. Гусь-Хрустальный, 1990 г.
- Проект застройки жилых кварталов по ул. Стеклозаводской в г. Гусь-Хрустальный, 1990 г.
- Проект реконструкции ул. Вокзальной в г. Гусь-Хрустальный, 1990 г.
- Проект пристройки паперти и ризницы к Софийскому собору в Тобольском Кремле, 1997 г.

### Конкурсные проекты
- Всесоюзный конкурс на лучший проект музей Циолковского К. Э. в г. Калуга, 1960 г.
- Мемориальный комплекс в Нижегородском Кремле в память о погибших в годы Великой Отечественной войны, 1965 г.
- Всесоюзный конкурс на проект реконструкции центра г. Горький, 1966 г.
- Дома Союзов в Нижегородском Кремле, 1984 г.
- На застройку пятой группы экспериментального жилого комплекса «Мещерское озеро» в г. Горький, 1990 г.

## Звания, премии, награды

### Звания
- Заслуженный архитектор РСФСР
- Почетный архитектор России (2003 г.)
- Почетный строитель Москвы (1999 г.)[6]
- Член-корреспондент Российской академии архитектуры и строительных наук
- Действительный член Академии архитектурного наследия
- Член-корреспондент отделения Международной академии архитектуры в Москве (МААМ)
- Профессор Международной академии архитектуры в Москве (МААМ)
- Доцент кафедры архитектурного проектирования
- Советник главы г. Тобольск по архитектуре (2004 г.)

### Премии
- Премия Совета Министров СССР

### Награды
- Орден «Знак Почёта» (1986 г.)
- Медаль «За достигнутые успехи в развитии народного хозяйства СССР» (1979 г.)

## Художественные работы
Помимо профессиональной деятельности, значимым увлечением Бориса Сергеевича Нелюбина была живопись акварелью, работы в техниках карандашной графики, туши и пастели. Выставки его работ проходили в 2002 году в Центральном доме архитектора (ЦДА) в Москве, в 2003 году — во Всероссийском обществе охраны памятников истории и культуры (ВООПИиК), а также в декабре 2013 года — в Академии архитектуры и строительных наук (РААСН) и в марте—апреле 2014 года — в Доме архитекторов в Нижнем Новгороде.
«Представленная в стенах Российской академии архитектуры и строительных наук выставка живописных и графических работ Б. С. Нелюбина свидетельствует о том, что Борис Сергеевич был не только известным архитектором и общественным деятелем, но и высококлассным художником-акварелистом»
— В. В. Орельский.